# Miramax
Miramax (známá i jako Miramax Films) je americká společnost vyrábějící a distribuující filmy a televizní pořady. Její centrála je v Santa Monice v Kalifornii.
Miramax založili v roce 1979 bratři Bob a Harvey Weinsteinovi, přičemž název společnosti byl inspirován jmény jejich rodičů Miriam a Max. Jde o přední společnost nezávislého filmového distribučního a filmového průmyslu, která se v 80. a v 90. letech podílela například na filmech Sex, lži a video, Pulp Fiction: Historky z podsvětí, Nebeská stvoření, Zamilovaný Shakespeare. Od 30. června 1993 ji vlastní společnost Walt Disney.